# 约翰·斯坦尼福德·鲁宾逊
约翰·斯坦尼福德·鲁宾逊（英語：John Staniford Robinson，1804年11月10日—1860年4月25日）为美国律师及政治人物，于1853年至1854年间担任佛蒙特州第二十二任州长。

## 生平
鲁宾逊出生于佛蒙特州本宁顿，其父母分别为内森·罗宾逊和杰鲁莎·斯坦尼福德。他的祖父摩西·鲁宾逊曾担任联邦参议员，而他的叔公乔纳森·鲁宾逊以及塞缪尔·鲁宾逊则分别担任过联邦参议员以及佛蒙特州众议院议长。鲁宾逊于1824年毕业于威廉姆斯学院，他在此期间就读于法律专业，后于1827年获得了律师资格。他于1847年10月与威廉·鲁宾逊的遗孀朱丽叶·斯坦尼福德·鲁宾逊结婚，两人没有孩子。

## 职业生涯
鲁宾逊于佛蒙特州本宁顿开设了自己的律师事务所，直到他去世一直都在营业。此外鲁宾逊还曾担任包括地方治安法官在内的一系列公职，后分别于1832年至1833年间和1838年至1839年间担任佛蒙特州众议员和参议员。鲁宾逊是反对奴隶制的民主党人，他于1851年和1852年先后两次参加了佛蒙特州州长选举，但均以失败告终。
鲁宾逊于1853年第三次参加了佛蒙特州州长选举，虽然他在此次选举中排名第二，但由于没有候选人能够获得绝对多数票，因此由佛蒙特州议会决定当选者。在经过几轮失败的表决后，隶属于自由土地党的议员倒向了鲁宾逊，使其获得了最终胜利。不过在随后的110年里再也没有民主党人当选佛蒙特州州长，直至1962年民主党人菲利普·霍夫才成功打破共和党人的连胜纪录。

## 逝世
1860年，鲁宾逊在南卡罗来纳州查尔斯顿以佛蒙特州代表团主席的身份参加民主党全国代表大会时因中风逝世，死后被安葬在位于佛蒙特州本宁顿的老本宁顿公墓。